# S.H.B. Svensson
Sven Herman Benjamin (S.H.B.) Svensson, född 26 december 1840 i Tegnaby socken i Kronobergs län, död 16 oktober 1909 i Hedvig Eleonora församling i Stockholm, var en svensk språkvetare, lärare och frimurare.

## Biografi
S.H.B. Svensson föddes i Tegnaby 1840 och var son till komministern Emanuel Svensson och Magdalena Kristina, född Bagge. Han blev student vid Lunds universitet 1858 och utmärkte sig med goda studieresultat. Den 1 oktober 1862 blev han filosofie kandidat och vårterminen 1863 studerade han nordiska språk vid Köpenhamns universitet. Svensson utgav Hallfreds saga 1864 och Sagan af Njáli ok sonum hans 1867. År 1864 disputerade han pro gradu philosophico, blev docent i nordiska språk i Lund och arbetade som vice lärare vid läroverket i Lund. År 1865 promoverades han till filosofie doktor. Svensson avlade praktiskt undervisningsprov för adjunktstjänst 1869. Han erhöll stipendium och bedrev filologiska studier i Köpenhamn och Berlin 1869. Han blev adjunkt vid läroverket i Kristianstad 1869, var tillförordnad lektor i latin höstterminen 1870 och i grekiska under läsåret 1872–1873 samt avlade praktiskt undervisningsprov och disputerade för lektorat i latin, grekiska och svenska 1873. Svensson utgav De consecutione temporum apud Homerum adnotationes 1873.
Svensson var känd som en nitisk och skicklig lärare. Senare i livet drabbades Svensson av en tilltagande dövhet, vilket begränsade hans undervisande. Vid mitten av 1890-talet hade detta lett till att han hade fullständig tjänstledighet från läraryrket. År 1905 lämnade han sin tjänst. Svensson avled 1909 och är begraven på Norra begravningsplatsen i Solna.

## Frimurare
S.H.B. Svensson blev medlem i Svenska Frimurare Orden 1864. Vid denna tid fanns det i Skåne loger endast i Kristianstad och Malmö. Tillsammans med andra eldsjälar medverkade han till att Frimurareföreningen EOS bildades 1866 i Lund. Att Svensson var en hängiven frimurare bidrog tvivelsutan till att han v1869 flyttade till Kristianstad där det fanns loger för alla frimureriets grader (I-X) samt ett omfattande arkiv. Så småningom nådde han den högsta grad som kunde utdelas i Kristianstad och hade då fullständigt tillträde till logernas arkiv. Han kunde därmed inte bara fördjupa sin egen kunskap utan också dela med sig av den. Han översatte dessutom en hel del frimureriskt material, främst från tyska. Svensson var en flitig och ansedd föredragshållare samt författare till många skrifter om frimureri. Vid den tid han verkade var den frimureriska utbildningsverksamheten i sin linda och Svensson kom att bli en av föregångsmännen. När han hade fått tjänstledigt från sin lärartjänst, flyttade han 1895 till Stockholm där han erbjudits en befattning som storsekreterare inom Svenska Frimurare Orden. Förutom administrativa göromål hade han också uppdrag som instruktör för hela Svenska Frimurare Orden och i den egenskapen besökte han många loger och höll föredrag och instruktioner. Han blev även inspektor för Svenska Frimurare Ordens arkiv och bibliotek. Vidare blev han delaktig i den revidering av lagar och ritualer som då pågick. 1898 utnämndes Svensson till storofficiant och Riddare av Carl XIII:s orden. 1908 blev han en av Svenska Frimurare Ordens högsta ämbetsmän.

## Utmärkelser
- Riddare av Vasaorden, 1896.
- Riddare av Carl XIII:s orden, 28 januari 1898